# Dream On
«Dream On» és el trenta-sisè senzill de la banda musical Depeche Mode. Fou llançat el 23 d'abril del 2001 com a primer senzill de l'àlbum Exciter.
Es tracta d'una cançó composta per Martin Gore que barreja una guitarra acústica amb efectes de sintetitzador i la veu de David Gahan fildrada. És un tema difícil de classificar dins la seva discografia i també és complicat reconèixer la veu de Gahan. Està basat en la subtilesa de la guitarra i un acompanyament permanent d'elements electrònics bastant dissolts amb un efecte suau de percussió.
Com a cara-B hi ha la cançó instrumental suau i acompassada «Easy Tiger», un dels interludis musicals més tranquils de Depeche Mode però que es pot ballar a un ritme cadenciós. Una versió més curta de la cançó fou inclosa posteriorment en l'àlbum Exciter. En concerts només fou interpretada durant la gira Exciter Tour, com gairebé tots els temes de l'àlbum.
El videoclip, fou dirigit per Stéphane Sednaoui, presenta a David Gahan conduint per la Ruta 66 travessant els Estats Units mentre es fa una analogia entre el que es veu pel camí i els seus desigs. Martin Gore i Andrew Fletcher són una espècie d'acompanyants momentanis o representacions del mateix estat d'ànim de Gahan i les seves reflexions El videoclip fou inclòs en la compilació The Best of Depeche Mode Volume 1 (2006).

## Llista de cançons
7": Reprise 16732-7 (Estats Units)
1. "Dream On" − 3:39
2. " Feel Loved"

12": Mute/12Bong30 (Regne Unit)
1. "Dream On" (Bushwacka Tough Guy Mix) − 7:38
2. "Dream On" (Dave Clarke Remix) − 5:13
3. "Dream On" (Bushwacka Blunt Mix) − 6:48

CD: Mute/CDBong30 (Regne Unit)
1. "Dream On" − 3:39
2. "Easy Tiger" (Full Version) − 4:54
3. "Easy Tiger" (Bertrand Burgalat & A.S Dragon Version) − 4:52

CD: Mute/LCDBong30 (Regne Unit)
1. "Dream On" (Bushwacka Tough Guy Mix) − 7:38
2. "Dream On" (Dave Clarke Acoustic Version) − 4:24
3. "Dream On" (Octagon Man Mix) − 5:30
4. "Dream On" (Kid 606 Mix) − 4:45

CD: Mute/CDBong30X (Regne Unit, 2004) i Reprise CDBONG30/R2-78894F (Estats Units, 2004)
1. "Dream On" − 3:39
2. "Easy Tiger" (Full Version) − 4:54
3. "Easy Tiger" (Bertrand Burgalat & A.S Dragon Version) − 4:52
4. "Dream On" (Bushwacka Tough Guy Mix) − 7:38
5. "Dream On" (Dave Clarke Acoustic Version) − 4:24
6. "Dream On" (Octagon Man Mix) − 5:30
7. "Dream On" (Kid 606 Mix) − 4:45
8. "Dream On" (Dave Clarke Remix) − 5:13
9. "Dream On" (Bushwacka Blunt Mix) − 6:48

CD: Reprise 44982-0 (Estats Units)
1. "Dream On" (Bushwacka Tough Guy Mix) − 7:38
2. "Dream On" (Dave Clarke Acoustic Version) − 4:24
3. "Dream On" (Dave Clarke Remix) − 5:13
4. "Dream On" (Kid 606 Mix) − 4:45
5. "Dream On" (Bushwacka Blunt Mix) − 6:48
6. "Dream On" (Octagon Man Mix) − 5:30
7. "Dream On" (Bushwacka Tough Guy Dub) − 6:08
8. "Easy Tiger" (Bertrand Burgalat & A.S Dragon Version) − 4:52

CD: Reprise 44982-2 (Estats Units)
1. "Dream On" − 3:39
2. "Easy Tiger" (Bertrand Burgalat & A.S Dragon Version) − 4:52
3. "Dream On" (Bushwacka Tough Guy Mix) − 7:38
4. "Dream On" (Bushwacka Blunt Mix) − 6:48
5. "Dream On" (Dave Clarke Remix) − 5:13

- Totes les cançons estan compostes per Martin Gore.